# كاتلين فاريل
كاتلين فاريل (بالإنجليزية: Caitlin Farrell)‏ هي لاعبة كرة قدم أمريكية، ولدت في 29 سبتمبر 1997 في نيو هيفن في الولايات المتحدة. لعبت مع أورلاندو برايد.

## وصلات خارجية
- كاتلين فاريل على موقع قاعدة بيانات كرة القدم.إي يو (الإنجليزية)
- كاتلين فاريل على موقع Soccerway.com (الإنجليزية)